# 浪花ゆうじ
浪花 ゆうじ（なにわ ゆうじ、1964年10月2日 - ）は、日本の俳優。大阪府出身。所属事務所は株式会社Dプロモーション

## 人物
鹿児島実業高等学校卒業で、野球部出身。
特技は野球解説、料理、ゴルフ。
杉良太郎を師匠として現代劇から時代劇、ドラマ、映画、バラエティー、舞台と幅広く出演している。

## 出演

### 映画
- 残侠 ZANKYO（1999年2月13日、東映）
- ドンを撃った男（1999年4月10日、ギャガ・コミュニケーションズ）
- 惚れたらあかん 代紋の掟（1999年8月21日、アートポート） - 役座組組員 ホシャク
- 新・極道渡世の素敵な面々〜きりとりブルース〜（1999年10月23日、東映）
- 平成金融道 マルヒの女（2000年2月22日、東映）
- 本日、またまた休診なり。（2000年9月30日、松竹）
- SWING MAN（2000年10月28日、シネカノン）
- 突破者太陽傳（2000年5月27日、大映） - 塩谷
- 難波金融伝・ミナミの帝王 劇場版14「借金極道」（2000年8月24日、ケイエスエス）
- 難波金融伝・ミナミの帝王 劇場版15「商工ローン・保証人の落とし穴」（2000年8月24日、ケイエスエス）
- 悪名（2001年7月28日、イップ） - 千鳥
- 難波金融伝・ミナミの帝王 劇場版16「借金セミナー」（2001年12月28日、ケイエスエス）
- 難波金融伝・ミナミの帝王 スペシャル劇場版Ver.50「金貸しの掟」（2004年5月8日）
- 22年目の告白（2017年、東宝）
- ぶきっちょ（2018年） - 主演・源一郎（つばさの父）
※東京神田神保町映画祭 グランプリ受賞 / 大分県映画祭 グランプリ受賞 / 鹿児島指宿映画祭 グランプリ受賞 / 知多半島映画祭 グランプリ受賞
- 唐人街探偵 東京MISSION（唐人街探案3）（2020年、日中合作ワーナーブラザース配給）
- グレーゾーン（2021年） - 陰山修（黒崎家の番頭）

### テレビドラマ
- ナニワ金融道4（1999年4月30日、フジテレビ）
- 髪結い伊三次 第7話（1999年、フジテレビ）
- ただいま（2000年、NHK）
- 京極夏彦「怪」 第3話「赤面ゑびす」（2000年7月20日、WOWOW） - 与太
- 剣客商売 第3シリーズ 第2話（2001年、フジテレビ） - 南雲八郎
- オヤジ探偵（2001年7月、テレビ朝日）
- 太陽にほえろ!2001（2001年11月30日、日本テレビ） - 浜村順次
- 科捜研の女 第4シリーズ 第1話（2002年7月25日、テレビ朝日） - 伊吹弘
- 利家とまつ〜加賀百万石物語〜（2002年8月12日、NHK） - 加藤嘉明
- 忠臣蔵〜決断の時（2003年1月2日、テレビ東京）- 礒貝十郎左衛門
- 子連れ狼 (北大路欣也版)（2003年7月21日、テレビ朝日）
- ママまっしぐら! 第3シリーズ（2003年11月 - 12月、TBS） - 岸和田安夫
- こちら本池上署3 第9話（2004年3月8日、TBS）
- 暴れん坊将軍2004春スペシャル（2004年3月29日、テレビ朝日）
- ペルソナの微笑（2004年5月3日、TBS） - 鈴木刑事
- 十津川警部シリーズ32「愛の伝説・釧路湿原」（2004年9月27日、TBS) - 小暮
- 柳生十兵衛七番勝負 第4話（2005年4月22日、NHK） - 坂野
- 名奉行! 大岡越前 第1シリーズ第3話（2005年5月2日、テレビ朝日） - 今居直次郎
- 風林火山（2006年1月8日、テレビ朝日） - 萩原弥右衛門
- 新・桃太郎侍（2006年7月 - 9月、テレビ朝日） - 上州屋勇八
- 芋たこなんきん（2006年） - 蔵本安男
- 京都殺人案内29（2006年11月18日、朝日放送）
- キッパリ!（2007年1月 - 4月、CBC） - 小川真
- 狩矢警部シリーズ3 京都茶道三姉妹殺人事件（2007年7月9日、TBS） - 吉田
- さくら署の女たち 第3話（2007年7月25日、テレビ朝日） - 野沢文雄
- 吉原炎上（2007年12月29日、テレビ朝日）  - 国造
- 徳川家康と三人の女（2008年3月15日、テレビ朝日） - 副田甚兵衛
- 東京駅お忘れ物預り所2（2008年10月25日、テレビ朝日） - 天野健次
- 所轄刑事5（2010年1月22日、フジテレビ） - 志賀宣之
- 江〜姫たちの戦国〜（2011年、NHK大河ドラマ）
- 松本清張 球形の荒野（2014年3月9日、BS日テレ） - 杉島
- ソタイ 組織犯罪対策課（2014年11月12日、テレビ東京） - 柏原聡（組織犯罪対策課 刑事）
- ソタイ2 組織犯罪対策課（2016年4月13日、テレビ東京） - 柏原聡（組織犯罪対策課 刑事）
- 龍虎の理（2021年5月28日、日本映画専門チャンネル）

### Vシネマ
- 首領への道5〜7（1999年） - 金沢組舎弟 若林新造
- ケンカ包丁 義（2000年） - 奈良「料亭 次兵衛」料理人
- 縁切り闇稼業5 芸能界秘密パーティの陰謀（2000年） - 刑事
- 新 銀鮫 六本木金融伝説（2000年）
- 実録・名古屋やくざ戦争 統一への道1（2003年） - 三代目山王会城田組佐崎組組員 山上功夫
- 筋モンリーグ 野球篇（2006年） - 浦川隆行
- 包丁人 味兵
- 「ミナミの帝王」シリーズ
- 探偵ブルース
- 「塀の中の懲りない男」シリーズ
- KYOTO BLACK 黒のサムライ（2015年） - 足利会黒松組組長 黒松次郎
- KYOTO BLACK2 黒の純情（2015年） - 足利会黒松組組長 黒松次郎
- 日本極道戦争 第三章･第四章（2019年） - 小樽 道心会尾花組組員 林真（尾花組若頭岡崎考也の舎弟、元・道心会葛城組組員）
- 龍虎の理1・2（2021年） - 須藤組組員 美野圭介

・欲望の街No.4　非道なSNS闇金（2023年）箱崎晋一郎役

### 舞台
＊吹田市民文化会館メイシアターホール
大阪劇団協議会プロデュース舞台公演
主催劇団往来
アルトゥロ・ウィの興隆
（2025年2月20日−23日）
- インディペンダントシアター大阪

劇団往来特別公演
「我愛你warineed」(2023年6月7日〜11日)
- 神戸シアターエートー渋谷天外プロデュース公演「丘の一本杉」(2023年2月23日〜25日)
- 明治座 杉良太郎5月特別公演「沓掛時次郎」（2000年5月1日-27日）
- 新歌舞伎座 杉良太郎特別記念公演「無法松の一生」（2001年8月3日-27日）
- 明治座 杉良太郎特別公演「遠山の金さん」（2001年11月2日-26日）
- 新歌舞伎座 杉良太郎特別記念公演「平手造酒」「遠山の金さん」（2004年8月3日-27日）

### ラジオ
- 月極ラジオ（2005年、大阪毎日放送 MBSラジオ）メインパーソナリティ 深夜生放送2時間番組